# A Trap for Santa Claus
A Trap for Santa Claus (também conhecido A Trap for Santa) é um filme norte-americano de 1909 em curta-metragem, do gênero drama, dirigido por D. W. Griffith.

## Elenco
- Henry B. Walthall
- Marion Leonard
- Gladys Egan
- Kate Bruce
- William J. Butler
- W. Chrystie Miller
- John Tansey
- Charles Craig
- Anthony O'Sullivan
- Mack Sennett